# Atpara
Atpara è un sottodistretto (upazila) del Bangladesh situato nel distretto di Netrokona, divisione di Mymensingh. Si estende su una superficie di 195,13 km² e conta una popolazione di 144.624  abitanti (censimento 2011).